# تپه رضی‌آباد
تپه رضی آباد مربوط به دوره اشکانیان - دوره ایلخانی است و در شهرستان تفرش، بخش فراهان، دهستان فرمهین، روستای حاتم آباد واقع شده و این اثر در تاریخ ۲۶ اسفند ۱۳۸۶ با شمارهٔ ثبت ۲۲۰۹۵ به‌عنوان یکی از آثار ملی ایران به ثبت رسیده است.